# Fallulah
Maria Apetri, född 6 februari 1985 i Köpenhamn, är en dansk sångerska med rumänskt påbrå. Hon är mest känd under sitt artistnamn Fallulah.

## Karriär
Maria Apetri släppte sin debutsingel "I Lay My Head" år 2009 och har sedan dess släppt flera nya singlar, samt ett debutalbum med titeln The Black Cat Neighbourhood. Albumet nådde tredje plats på den danska albumlistan. Hennes mest framgångsrika singel "Out of it" har toppat singellistan i Danmark.

## Diskografi

### Album
- 2010 – The Black Cat Neighbourhood
- 2013 - Escapism
- 2016 - Perfect Tense

### Singlar
- 2009 – "I Lay My Head"
- 2010 – "Give Us a Little Love"
- 2010 – "Bridges"
- 2010 – "Out of It"